# Републикански път III-868
Републикански път IIІ-868 е третокласен път, част от Републиканската пътна мрежа на България, преминаващ изцяло по територията на Смолянска област. Дължината му е 22,5 km.
Пътят се отклонява надясно при 135,3 km на Републикански път II-86 в град Рудозем и се насочва на северозапад, като пресича източната част на Кайнадински рид на Западните Родопи. При паметника „Родопска Шипка“ преодолява рида, минава през село Фатово и се спуска в долината на река Черна (ляв приток на Арда) в квартал „Райково“ на град Смолян, където се свързва с Републикански път III-866 при неговия 3 km.
По протежението на Републикански път IIІ-868 наляво от него се отделят два третокласни пъта от Републиканската пътна мрежа на България с четирицифрени номера:
- при 0,4 km, в град Рудозем – Републикански път III-8681 (10,8 km) през село Бяла река до село Смилян;
- при 19 km – Републикански път III-8683 (29,5 km) през селата Чокманово, Смилян, Кошница, Исьовци, Могилица и Арда до село Горна Арда.

| Пътища, отклоняващи се надясно (населено място, № на пътя, посока на пътя) | km   | Пътища, отклоняващи се наляво (посока на пътя, № на пътя, населено място) |
| -------------------------------------------------------------------------- | ---- | ------------------------------------------------------------------------- |
| Община Рудозем, II-86, 135,3 km, гр. Рудозем →                             | 0,0  | → гр. Рудозем, 135,3 km, II-86, Община Рудозем                            |
| гр. Рудозем                                                                | 0,4  | → гр. Рудозем, 0 km, III-8681 (до с. Смилян)                              |
| (до с. Добрева череша) общински път ←                                      | 7    |                                                                           |
| Община Смолян                                                              | 8    | Община Смолян                                                             |
| (до с. Кокорци) общински път ←                                             | 10   |                                                                           |
|                                                                            | 14,3 | → общински път (за с. Полковник Серафимово)                               |
| с. Фатово                                                                  | 16   | с. Фатово                                                                 |
|                                                                            | 19,0 | → 0 km, III-8683 (до с. Горна Арда)                                       |
| (от кв. „Устово“ на гр. Смолян) III-866, 3 km, гр. Смолян, кв. „Райково“ → | 22,5 | → кв. „Райково“, гр. Смолян, 3 km, III-866 (до 210,3 km на I-8)           |